# Marc Ant
Marc Ant (* 30. Juli 1961 in Luxemburg) ist ein Luxemburger Wirtschaftspsychologe und Unternehmensberater mit den Schwerpunkten Aus- und Weiterbildungsmanagement, Organisationspsychologie, Organisation Health Psychology sowie Managementtraining.

## Ausbildung
Marc Ant absolvierte seine Gymnasialzeit in Luxemburg (Athénée und Lycée classique de Diekirch) und verbrachte ein Jahr als Austauschstudent an der Brownsbourg High School (Indiana, USA).
Ein erstes Studium der Pädagogik absolvierte Marc Ant am Institut Supérieur d'Etudes et de Recherches Pédagogiques (ISERP), das in die Universität Luxemburg integriert wurde.
Im Anschluss daran qualifizierte er sich als Diplom-Psychologe an den Universitäten Heidelberg und Nancy II, mit einer Spezialisierung in den Bereichen der differentiellen/pädagogischen Psychologie (Paul Dickes) sowie der Arbeits- und Organisationspsychologie.
Er promovierte 2004 bei Peter Dehnbostel an der Helmut-Schmidt-Universität/Universität der Bundeswehr Hamburg mit über „Die Auswirkungen von Kompetenzbilanzen auf das Selbstwertgefühl von Arbeitslosen“.

## Beruflicher Werdegang
Von Anbeginn seiner beruflichen Karriere war Marc Ant im Bereich der beruflichen Aus- und Weiterbildung für Unternehmen und öffentliche Institutionen tätig.
So fungierte er seit 1993 als erster Mitarbeiter des Nationalen Instituts zur Förderung der beruflichen Weiterbildung (INFPC) in Luxemburg und wurde 1995 Leiter der Abteilung für Forschung und Analysen des Leonardo da Vinci Büros der Europäischen Kommission in Brüssel.
Von 1999 bis 2004 arbeitete er als Geschäftsführer einer in Luxemburg ansässigen und international tätigen Unternehmensberatungsgesellschaft, die in den Bereichen Weiterbildung, Human Resources Management sowie angewandte Wirtschaftspsychologie tätig war.
Von 2004 bis 2016 war Marc Ant Professor für Kommunikation und Wirtschaftspsychologie am Fachbereich Wirtschaftswissenschaften (Campus Rheinbach) an der Hochschule Bonn-Rhein-Sieg. Während mehreren Jahren übte er die Funktion des Dekans an diesem Fachbereich aus und leitete bzw. initiierte mehrere Bachelor und Master-Programme.
Darüber hinaus war er als Visiting Professor an der Universität Luxemburg und der Kyungpook National University, Daegu (South-Korea) tätig und lehrte in mehreren Studiengängen an der Eufom in Luxemburg sowie an der Bonner Akademie.
Seine Lehre erstreckt sich auf die Themengebiete Wirtschaftspsychologie, Management und Leadership, Human Resources Management sowie Kommunikation.
Parallel dazu war Marc Ant als Unternehmensberater (training engineering, occupational health psychology) und Managementtrainer für Unternehmen sowie für nationale und internationale  Institutionen tätig (Weiterbildungsinstitut des luxemburgischen Staates, Ministerien, Berufskammern, Europäische Investitionsbank).
Seit 2016 leitet Marc Ant als Geschäftsführer die neugegründeten Kompetenzzentren des luxemburgischen Handwerks. 

## Lehre und Forschung
Ant gilt als ausgewiesener Experte in den Bereichen Aus- und Weiterbildung (training engineering, instructional design, curriculum development), Förderung der psychischen Gesundheit im Unternehmen (Occupational health psychology) sowie Management Training.
Unter anderem hat er für das luxemburgische und das polnische Bildungsministerium Curricula für Aus- und Weiterbildungsmaßnahmen (Bachelor und Master) entwickelt und an der Gründung von verschiedenen Berufsbildungsinstituten sowie einer privaten Hochschule als Berater mitgewirkt. Für die Europäische Investitionsbank war er als Psychologe und Weiterbildner tätig.
In Zusammenarbeit mit dem Weiterbildungsinstitut des luxemburgischen Staates (INAP) hat Marc Ant ein praxisorientiertes Managementtrainingprogamm mit den Schwerpunkten allgemeines und strategisches Management, Projekt Management, Organizational Behaviour, Leadership, Human Resources Management, Kommunikation, CSR und Ethik konzipiert, an dessen Durchführung er wesentlich beteiligt war.
Sein Tätigkeitsfeld in der Forschung ist im Bereich des Sozialkonstruktivismus angesiedelt. Er erforscht dabei die praktischen Einsatzgebiete dieser Epistemologie in der unternehmerischen und zwischenmenschlichen Kommunikation, im Management und im Leadership. Er nimmt regelmäßig als Keynote-Speaker und Moderator bei internationalen Tagungen und Kongressen im In- und Ausland teil.
Marc Ant ist Prorektor Lehre & Innovation der ISEC HdW Hochschule der Wirtschaft / Institut Supérieur de l'Économie in Luxemburg.

## Publikationen
Ant ist Autor von mehr als 130 wissenschaftlichen Publikationen (wovon 18 Bücher) und fungierte als Mitherausgeber der Zeitschrift Grundlagen der Weiterbildung sowie des Europahandbuch Weiterbildung.